# Паппарделле
Паппарде́лле (от итал. pappare «жадно есть», «сожрать») — большие, очень широкие, плоские макаронные изделия, похожие на широкие фетучини, происходящие из Тосканы. Свежие имеют ширину от двух до трёх сантиметров (3⁄4 — 1 дюйма) и могут иметь неровные края, в то время как высушенные паппарделле имеют прямые стороны.
Иногда паппарделле готовят в виде «гнёзд» — свободных мотков, которые варят и подают, не разворачивая. В таком виде паппарделле можно готовить свежими, можно сушить или замораживать для длительного хранения.